# アクイラリア属
アクイラリア属（アクイラリアぞく、アキラリア属、学名：Aquilaria）はジンチョウゲ科の属の一つ。ジンコウ属とすることもあり、本属（Aquilaria属）とGyrinops属でジンコウ属とされることがある。いずれも沈香を産する樹種として知られる

## 特徴
熱帯アジアに分布するジンチョウゲ科のAquilaria sinensis（牙香樹）、A. malaccensis（沈香樹）、A. agallocha（沈香木）などは、樹幹に傷害や病害を生じると内部に沈香という樹脂を沈着することが知られている。この樹脂は今でもお香や香水を作るのに使われています。沈香を生成する樹種として東南アジアの山岳や密林地帯など限られた地域に自生するものが10種以上知られているが、原木のすべてが香木となるわけではなく、樹皮に虫が穴を開けるなどの要因があったときに形成される偶然の産物である。このため希少性が高く、アクイラリア属（アキラリア属、Aquilaria属）の全種がワシントン条約の附属書IIに掲載され国際的な取引が規制されている。

## 種
- Aquilaria agallocha（沈香木[5]）
- Aquilaria crassna[4]
- Aquilaria malaccensis[4]（沈香樹[5]）
- Aquilaria sinensis（牙香樹[5]）